# Gattung (Literatur)
Der Begriff der Gattung oder Textgattung ordnet literarische Werke in inhaltlich oder formal bestimmte Gruppen. Das heutige Gattungssystem mit seiner klassischen Dreiteilung geht auf die Poetik des Aristoteles zurück, die auch Johann Wolfgang von Goethe aufnahm. Die Literatur lässt sich demnach in die von Goethe auch „Naturformen“ genannten Großgattungen Epik, Lyrik und Dramatik gliedern. Diese drei dominanten Gattungen werden auch als Gattungstrias bezeichnet. Neuere Modelle nennen neben diesen drei Gattungen oft die Sachliteratur bzw. Sachtexte als vierte Gruppe. Innerhalb des Dramas wiederum werden oft Komödie und Tragödie als grundsätzliche Gattungen betrachtet.
Auch Werkgruppen, die im Laufe der Literaturgeschichte Traditionen mit jeweils typischen Merkmalen bildeten, werden oft als Gattungen bezeichnet, etwa der Schelmenroman, der Witz, das bürgerliche Trauerspiel oder die Märchennovelle. Teilweise wird auch die Verwendung von Prosa oder Vers als Grundmerkmal eines Gattungssystems gesehen. Sachtexte treten in diesem System als „Gebrauchsprosa“ auf.
Da der Gattungsbegriff auf verschiedenen Ebenen verwendet wird und daher ungenau ist und keine Differenzierung für viele literarische Traditionen der Neuzeit bietet, wird auch oft von Genus oder Genos, Genre, Textart und Textsorte gesprochen. Die Gattungsbestimmung eines Textes geschieht in der Weise, dass typische formale Aspekte eines Überlieferungsstücks mit anderen verglichen werden (Gattungsfrage). Ergeben sich Übereinstimmungen, so darf angenommen werden, dass die verglichenen Stücke der gleichen Gattung angehören.

## Geschichte

### Gattungskonzepte und Optionen der Poesie sowie Literaturkritik
Der wichtigste Ort von Aussagen über die Gattungen waren bis weit in das 18. Jahrhundert hinein die impliziten Poetiken – Werke, die dem eigenen Vorgeben nach über die Regeln in der Poesie unterrichteten. Kunden dieser Werke sollten (so zahlreiche Vorreden) die Autoren poetischer Werke sein. Sie sollten hier Anleitungen erhalten, wie sie in den Gattungen zu arbeiten hätten. Von geringerem Belang war dagegen die Benennung von Gattungen auf den Titelblättern von Romanen und Dramen. Die Kunden poetischer Werke erhielten die weit genaueren Informationen darüber, was sie erwarben, in den Kurzabrissen der Handlungen auf den Titelblättern, in Aussagen zum Lesegenuss, den der Text erlaube, in Auskünften über den Stil, in dem der Autor schrieb. Titelblätter waren ausführlich in all diesen Punkten, die weit mehr sagten als ein Gattungsbegriff hätte sagen können.
Zwischen Poetiken und den poetischen Werken tat sich durchgängig eine Kluft auf: Poetiken notierten zwar, wie Tragödien und Komödien abzufassen seien – auf dem Markt bestand dagegen ein weitgehend ungeregeltes Spiel der Genres, das der Autor erlernte, indem er die laufende Produktion verfolgte. Poetiken und ihre Aussagen zu Gattungen erschienen demgegenüber unter Gesichtspunkten der Gelehrsamkeit. Ihre Aufgabe wurde effektiv die Kritik der laufenden, sich an die Vorgaben kaum haltenden Produktion.
Der Kritik eröffneten sich mit den Gattungen und den zu ihr bestehenden Informationen flexible Optionen, mittels derer sie auf aktuelle Werke eingehen konnte: Stücke konnten
- die Regeln der Gattungen einhalten und deswegen gut sein,
- schlecht sein, obwohl sie die Regeln einhielten,
- schlecht sein, weil sie (derart sklavisch) Regeln befolgten, statt poetisches Talent zu beweisen, sie konnten endlich nicht minder
- gut sein, weil sie die Regeln verletzten, und einem poetischen Genie folgten.

Die Kritik selbst konnte sich spalten zwischen Parteigängern, die eine Modifikation des Gattungskanons einklagten und Kritikern, die eine Rückkehr zu einem klassischen Gattungssystem verlangten.
Während im 17. und 18. Jahrhundert Poetiken die Vorstellung verteidigten, dass die einzelnen Gattungen prinzipiell nach Regeln zu verstehen seien, setzte sich in der Literaturwissenschaft des 19. Jahrhunderts eine Historisierung des Gattungskanons und eine kulturelle Differenzierung durch: die Theorie, dass das Gattungsgefüge vielfältige kulturelle und historische Ausprägungen fand. Der Literaturkritik des 19. Jahrhunderts eröffnete diese Relativierung Freiräume: Werke konnten nun den Konventionen einer Zeit oder Kultur folgen – oder diese verletzen, das ließ sich von nun an mit Fortschrittsgedanken und Reflexionen der Literaturgeschichte verbinden. Werke konnten „antiquiert“ oder „epigonal“ alten Gattungskonventionen verpflichtet sein, sie konnten „Klassizität“ erlangen, indem sie Traditionen wiederbelebten, sie konnten in den Augen der Kritik ausländischen und fremden Vorbildern folgen oder unterliegen, sowie mit alten Vorgaben im Rahmen neuer „Bewegungen“ und „Strömungen“ brechen. Die Literaturkritik stellte im selben Moment zur Diskussion, wie sich das besprochene Werk in die Literaturgeschichte einordnete – innerhalb des Austauschs, der nun die Literatur schuf.

### Das Gefüge der Gattungen im Wandel
Das Spektrum der gegenwärtig von der Literaturwissenschaft verhandelten literarischen Gattungen bildete sich weitgehend im 19. Jahrhundert heraus. Vorangegangen war dem heutigen Spektrum der literarischen Gattungen das der poetischen Gattungen, das mit dem späten 17. Jahrhundert in eine intensive Diskussion geriet. In Frankreich beherrschte die von Nicolas Boileau herausgegebene Poetik die gelehrte Diskussion, im deutschen Sprachraum gewann in den 1730er Jahren Johann Christoph Gottscheds Versuch einer critischen Dichtkunst vor die Deutschen (Leipzig 1730) eine größere Bedeutung mit der Forderung einer Rückkehr zum Schema der Gattungen nach Aristoteles.
Die Rufe, zum aristotelischen Gattungsspektrum zurückzukehren, standen von Anfang an im Zeichen einer scharfen Auseinandersetzung mit dem aktuellen Marktgeschehen. Angriffe zog hier vor allem die Oper auf sich, die unter Autoren des späten 17. und frühen 18. Jahrhunderts als das hohe Drama der Moderne im Raum stand. Der Debattenschub der ersten Hälfte des 18. Jahrhunderts bewegte die Oper erfolgreich aus der Poesiediskussion – sie gehört seitdem eher zur Musikgeschichte. Ein zweiter Diskussionsschub setzte Mitte des 18. Jahrhunderts ein und führte zum Bruch mit der aristotelischen Poetik: Mit dem bürgerlichen Trauerspiel wurde die Position der antiken Tragödie im Gattungsschema relativiert: Das moderne Trauerspiel konnte anders als das der Antike durchaus auch in Prosa, der Sprache der bislang „niederen“ Stilebene, verfasst sein. Gleichzeitig war mit dem neuen Trauerspiel das Gesetz der Fallhöhe des tragischen Helden aufgehoben: Der Held oder die Heldin einer Tragödie konnte nun auch bürgerlichen Standes sein.
Die Neudefinition auf dem Gebiet der Dramatik hatte Mitte des 18. Jahrhunderts Einfluss auf das Gebiet der Epik. Bislang lag hier ein Vakuum: Das Epos der Antike kannte ein hohes und ein satirisches Genus – in der Moderne hatten sich heroische Epen fast nur noch in der Panegyrik antreffen lassen. Anfang des 18. Jahrhunderts hatte man vorübergehend diskutiert, ob nicht der Roman das Epos der Moderne war – die Veröffentlichung von François Fénelons Telemach (1699/1700) legte den Gedanken nahe: Fénelons Roman konkurrierte mit den Epen Vergils und Homers und überbot diese nach allgemeiner Sicht im Stilbewusstsein, wie in der Beachtung der Gattungsregeln; dem Telemach fehlte allein die Abfassung in Versen. Der Roman blieb am Ende weiterhin außerhalb des Spektrums poetischer Gattungen, da Fénelons Werk deutlich eine Ausnahme blieb. Diese Situation änderte sich in dem Moment, in dem das bürgerliche Trauerspiel Mitte des 18. Jahrhunderts als vollwertige Tragödie anerkannt wurde. Die Werke Gotthold Ephraim Lessings zeigten sich dem Roman Samuel Richardsons verpflichtet. Wenn Sarah Sampson eine Tragödie war, dann waren die Romane der Gegenwart die korrespondierende epische Produktion. Der Roman verließ daraufhin das Feld der dubiosen Historien und wechselte in das Feld der poetischen Gattungen, das in den nächsten Jahrzehnten eine neue Benennung erhielt: aus ihm wurde das Feld der literarischen Gattungen.
Das 19. Jahrhundert brachte die klassische Neuaufteilung des Feldes in dramatische, epische und lyrische Gattungen. („Poetry“ wurde im Englischen und anderen umliegenden Sprachen der Dachbegriff für alle kleineren Gattungen in gebundener Sprache.) Das Feld des Dramatischen erweiterte sich mit der Farce und dem Melodram um populäre Gattungen, das Feld der epischen Gattungen erweiterte sich mit der Novelle, der Erzählung und der Kurzgeschichte um ungebundene Kleingattungen.
Der Diskurs über die Gattungen, bislang Domäne der Poetiken wurde Aufgabenfeld der Literaturgeschichtsschreibung. Diese gestand den Kulturen und den Epochen eigene Gattungsspektren zu. Das Sprechen von Gattungen verlor im selben Moment an Kontur, da von nun an beliebige Varianten von Gattungen definierbar waren. Literaturwissenschaftliche Arbeiten bündelten nach Belieben Werke und schufen dabei Gattungen wie den Artusroman, die Spielmannsdichtung oder das absurde Theater. Ein weiterer Diskurs über Genres und Moden erlaubte die eingehenderen Blicke auf den sich entwickelnden Markt und die flexible Auseinandersetzung mit dem Marktgeschehen. Gleichzeitig wurde aber der Bruch mit den Erwartungen, die durch die Gattung geweckt wurde, als Qualitätskriterium erkannt. Theodor W. Adorno formulierte in seiner postum erschienenen Ästhetischen Theorie: „Wohl nie hat ein Kunstwerk, das zählt, seiner Gattung ganz entsprochen.“

### Aktuelle Interessen an einer Definition der Gattungen
Ein neues Interesse an der alten Gattungsdebatte kam im 20. Jahrhundert mit dem russischen Formalismus und den von ihm ausgehenden Diversifikationen des Strukturalismus auf. Die Frage war und ist hier, ob nicht ungeachtet der Flexibilität, die sich im Sprechen über Gattungen hergestellt hatte, wissenschaftlich bestimmbare Kategorien bestanden. Prägend war hier unter anderem Jacques Derrida, der darauf hinwies, dass das Merkmal literarischer Texte gerade auch die Transgression der von einer normativen Gattungslehre vorgegebenen Grenzen sei, die darin münde, dass Texte wohl an Gattungen „teilhaben“, ihnen jedoch nicht „angehören“. Wellek und Warren hatten literarische Gattungen zuvor als „institutionelle Imperative“ beschrieben, die zwar Zwang auf den Dichter ausübten, jedoch auch selbst von ihm geformt würden.
Die hier einsetzende Debatte erwies sich in Brückenschlägen in die Linguistik und die linguistische Texttheorie fruchtbar. Moderne Richtungen der Computerphilologie unterstellen heute, dass die automatische Spracherkennung eines Tages in die Lage kommen könnte, literarische Sprechweisen zu erkennen. Eine allenfalls neue Gliederung der textlichen Produktion in Textsorten oder, konventioneller ausgedrückt, in Gattungen würde dann mit statistischen Verfahren wie der Hauptkomponentenanalyse automatisch passieren. Die resultierenden Gattungen könnten vom Menschen benannt und verwendet werden. Eine Gattung wäre dann vielmehr eine Dimension, und ein Text könnte zugleich zu verschiedenen Gattungen gehören. Ähnliche Bemühungen gibt es bereits in der Musik, wo Musikstücke dann von einer Gattung oder Stilistik (vgl. Stil in der Musik) in eine andere transformiert werden können. Aus einem Jazzstück wird eine klassische Oper, aus einem Popsong eine Symphonie.
Ein etwas anders gelagertes Interesse an den Gattungen besteht demgegenüber in den historischer ausgerichteten Zweigen der Literaturwissenschaft wie der Buchgeschichte und den Forschungsfeldern des New Historicism: Hier interessieren vor allem Produktionsbedingungen, Rezeptionshaltungen des Publikums, Modalitäten im Austausch zwischen der Kritik und dem sich entwickelnden Buchmarkt und Bühnenbetrieb. Die Gattungen und Genres interessieren dabei als Konzepte, über die Ware ins Angebot kam und kommt, mittels deren Erwartungshaltungen angesprochen werden und Konfrontationen zwischen Autoren, Kritikern und Lesern stattfinden. Im Buchhandel ist der Begriff Belletristik geläufig, der vorwiegend für Unterhaltungsliteratur steht.
In einer kulturwissenschaftlichen Optik versteht Werner Michler unter einer Gattung in Anlehnung an Pierre Bourdieu eine „habitualisierte Klassifikationshandlung“ innerhalb einer Kultur: Eine literarische Gattung müsse nicht „gemäß den gängigen Definitionen als Gruppe von Texten mit gemeinsamen Merkmalen beschrieben werden, sondern als Klassifikation (Gruppierung) literarischer Texte aufgrund der Zuschreibung gemeinsamer Eigenschaften. [...] Eine Gattung wäre demnach kein Ding, auch keine Eigenschaft, sondern ein Akt, und als solcher Teil von – diesen Akt übersteigenden – historischen Prozessen und Handlungszusammenhängen.“